# Bij Ron op de camping
Bij Ron op de camping is een Nederlandse jeugdserie op NPO Zapp. Deze serie werd uitgezonden in augustus 2015.
In de serie werden de hoofdrollen gespeeld door Ron Boszhard, Floor van Esch, Jany van Dooren, Niels Boszhard, Frits Lambrechts en Pierre Wind.